# Гипокрея студенистая
Гипо́крея студени́стая (лат. Trichodérma gelatinósum) — вид грибов-аскомицетов, относящийся к роду Триходерма (Trichoderma) семейства Гипокрейные (Hypocreaceae). Широко известен по ранее употреблявшемуся названию телеоморфы Hypócrea gelatinósa, в то время как анаморфа ранее названия не имела.
Телеоморфа, преобладающая в цикле развития, часто встречается на разлагающейся древесине, иногда — на плодовых телах различных грибов.

## Описание
Телеоморфа образует беловатые, бледно-жёлтые, зеленовато-жёлтые, просвечивающие и блестящие, подушковидные стромы 0,3—2 мм в поперечнике, округлые или угловатые в очертании. Отверстия перитециев незаметные. Аски 85—108 × 4,8—5,6 мкм, восьмиспоровые. Аскоспоры зелёные, бородавчатые, двуклеточные, быстро распадающиеся на неравные клетки.
Колонии анаморфы на картофельно-декстрозном агаре на третьи сутки около 2 см в диаметре, с широкими концентрическими зонами, мучнистые, сначала белые, затем зелёные при обильном развитии спороношения. Реверс колоний в зонах спороношения жёлтый, затем оливково-зелёный. Конидиальное спороношение в культуре наблюдается на 2-е сутки роста, на 5—6-е сутки окрашено в зелёный цвет.
На кукурузно-декстрозном агаре колонии на третьи сутки  2—2,5 см в диаметре, с рыхлым мицелием. Спороношение проявляется на 1—2-е сутки, зелёное с 6—7-х суток, сконцентрировано в концентрических зонах.
Конидиеносцы от простых до кисточковидно разветвлённых, конечные веточки часто параллельные и симметрично разветвлённые. Метулы кисточек несут мутовки 2—6 параллельных фиалид, реже одиночные фиалиды. Фиалиды 7—12 × 3—3,8 мкм, изогнутые и оттого параллельные. Конидии зелёные, яйцевидные, реже цилиндрические до почти шаровидных, 3,5—4,5 × 3—3,4 мкм, гладкостенные, образованные из параллельных фиалид одной мутовки сливаются в слизистую массу около 50—100 мкм в диаметре.

## Экология
Широко распространённый в Северном полушарии вид, встречающийся на разлагающейся древесине и отмерших плодовых телах других грибов.

## Таксономия
Trichoderma gelatinosum P.Chaverri & Samuels, Stud. Mycol. 48: 68 (2003).